# 拉沙佩勒门站
拉沙佩勒門站（法語：Porte de la Chapelle）是巴黎地鐵的一個車站。拉沙佩勒門站開業於1916年8月23日，是巴黎地鐵12號線的車站。在2012年12月18日之前，拉沙佩勒門站是巴黎地鐵12號線最北端的車站。拉沙佩勒門站的名稱來自於19世紀巴黎的城門拉沙佩勒门，该城门得名于拉沙佩勒路，而该路又得名于旧市镇拉沙佩勒。

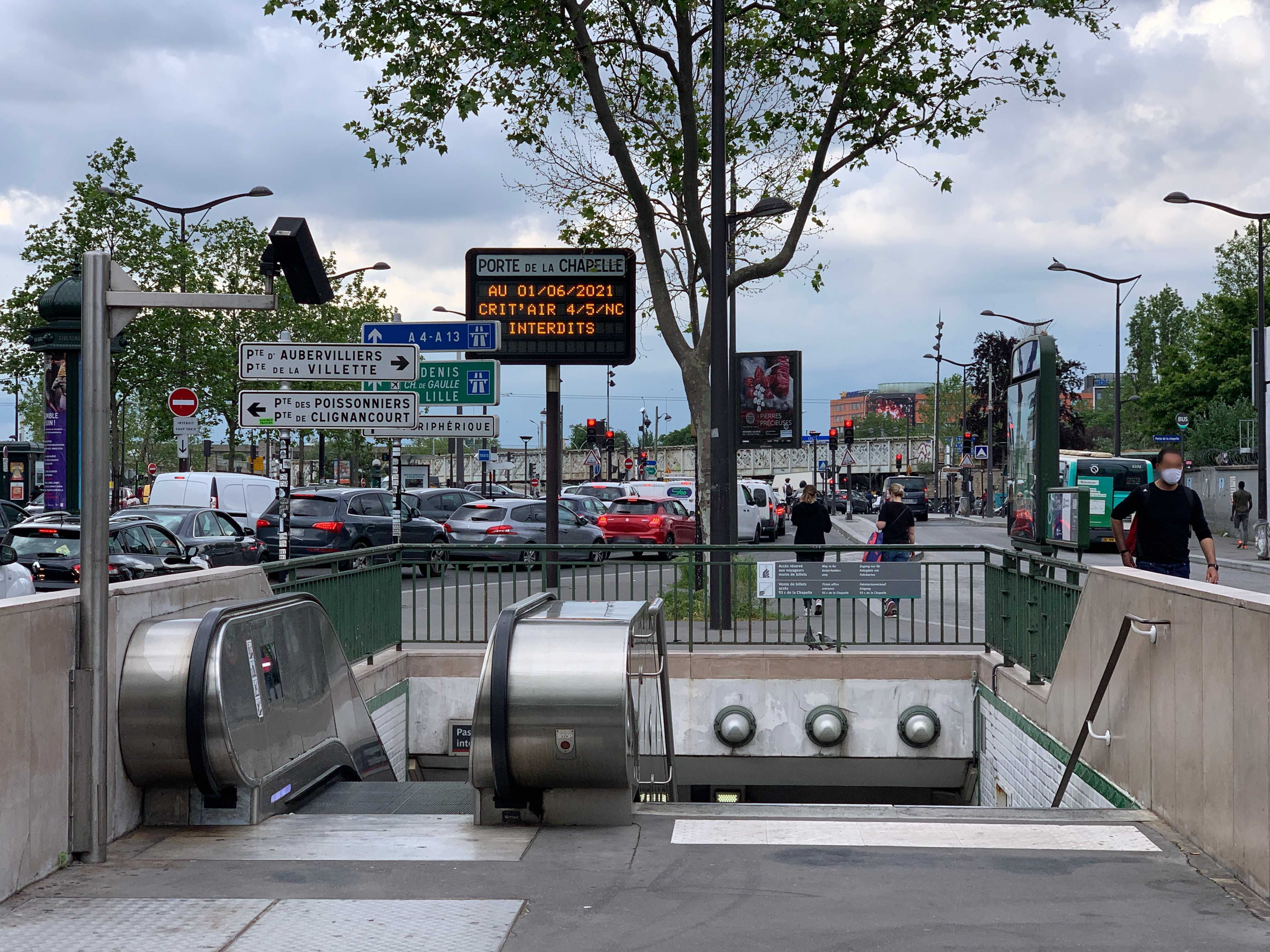
另一處入口 (2021年6月)

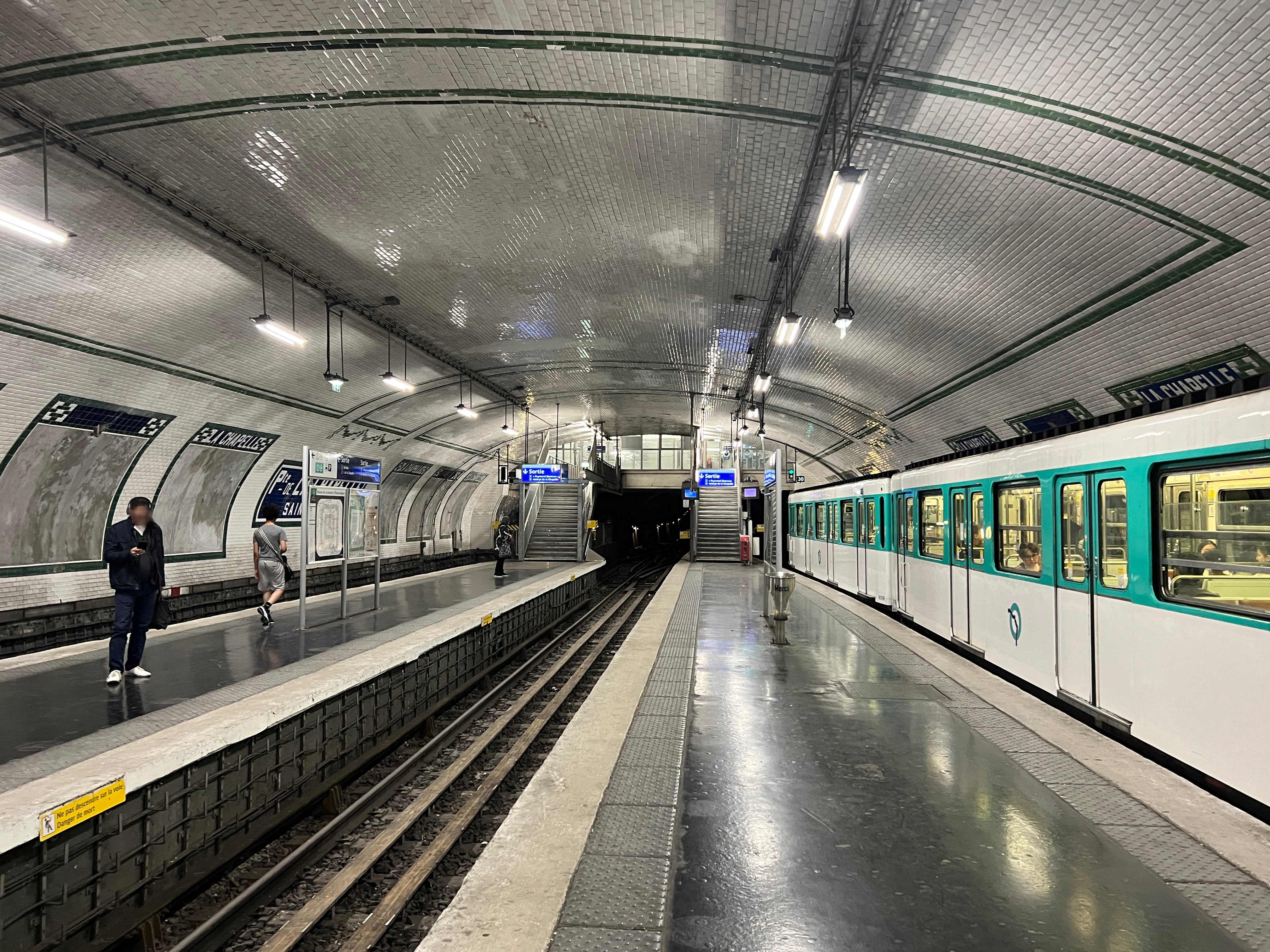
月台 (2022年6月)

## 車站結構
| 街道層     |                    |                                 |
| B1         | 夾層               |                                 |
| 12號線月台 | 南行               | 往伊西市政厅（马克思·多尔穆瓦） |
| 12號線月台 | 島式月台，左側開門 |                                 |
| 12號線月台 | 中央軌道           | 無定期服務                      |
| 12號線月台 | 島式月台，左側開門 |                                 |
| 12號線月台 | 北行               | 往欧贝维利耶市政厅 （人民陣線） |